# Azja Południowa (region fizycznogeograficzny)
Azja Południowa – wielki region fizycznogeograficzny wyróżniany w Azji na podstawie ogólnych cech środowiska przyrodniczego. 
Według Z.Czeppego, J.Flisa i R.Mochnackiego w skład Azji Południowej wchodzą: 
- subkontynent indyjski (Półwysep Indyjski i Cejlon)
- Półwysep Indochiński
- Archipelag Malajski i Filipiny

J.Mityk w swej "Geografii fizycznej części świata" z 1975 dzieli Azję Południową na Indie i na Azję Południowo-Wschodnią obejmującą Indochiny, Malaje i Filipiny. 
Podobnie "Słownik geografii świata" z 1977 wydziela z Azji Południowej Azję Południowo-Wschodnią obejmującą Indochiny, Malaje i Filipiny.